# クサヤモロ
クサヤモロ（学名:Decapterus macarellus）はアジ科に属する海水魚である。地方名として、日本の伊豆諸島でのアオムロ、和歌山でのアオサギなどがある。

## 形態

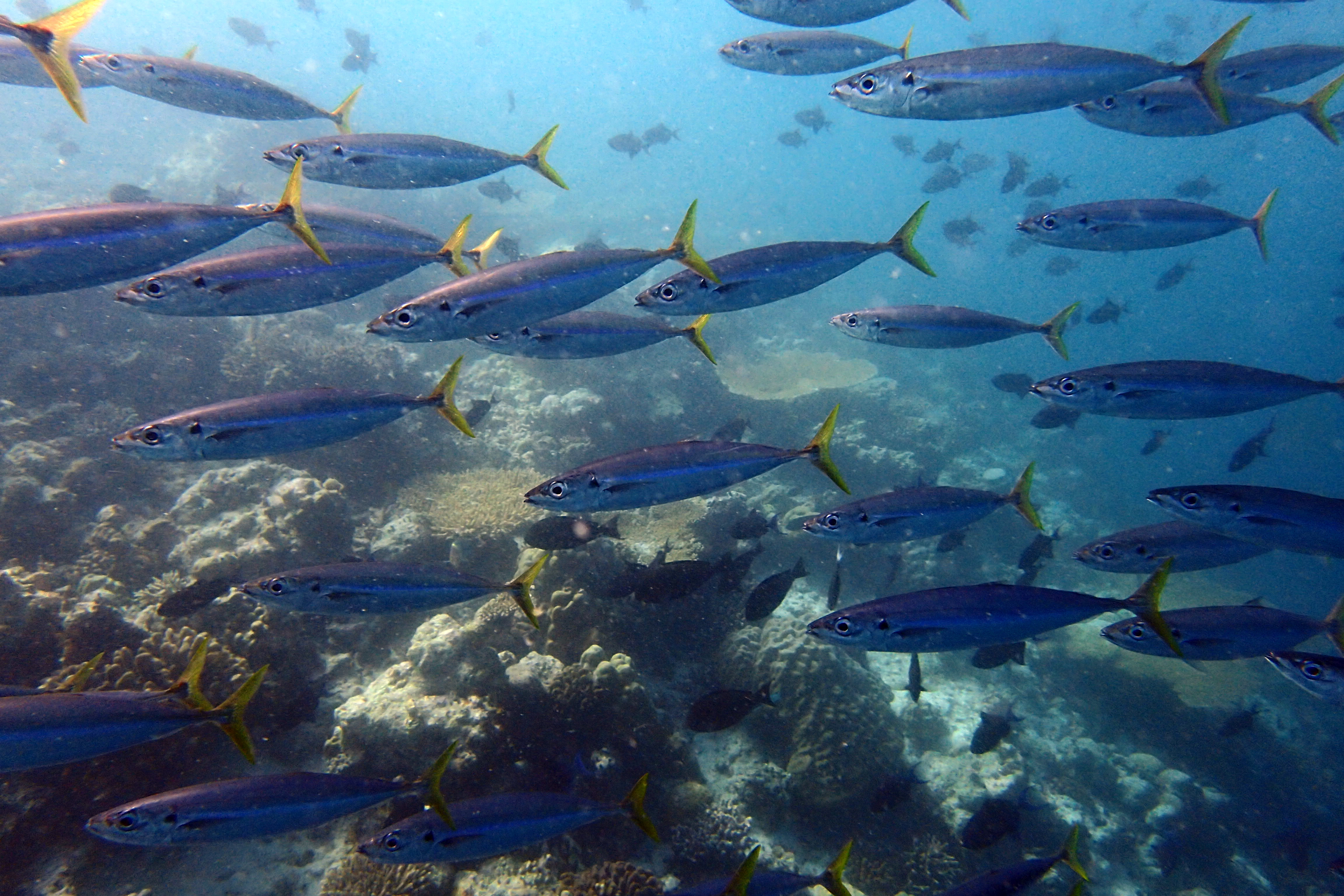
群れているクサヤモロ。

最大で全長46cmに達したという記録がある。細長く、頭部の側からみると円形に見える紡錘形の体型をしている。小離鰭と呼ばれる、背鰭と臀鰭の後ろに分離した小さな鰭をもつ。本種は背鰭に9本の棘と31から36本の軟条をもち、臀鰭（尻びれ）に7本の棘と27から30本の軟条を持つ。
クサヤモロの鰭は光沢のある黒色から緑青色で、腹部は白色、背部は濃青色である。鰓蓋の縁には小さな黒い斑があり、側線上には斑は無い。体側面には1本の青い線が入る。本種の尾びれは赤味がかった色、あるいは黄色から緑色と形容される。

## 分布

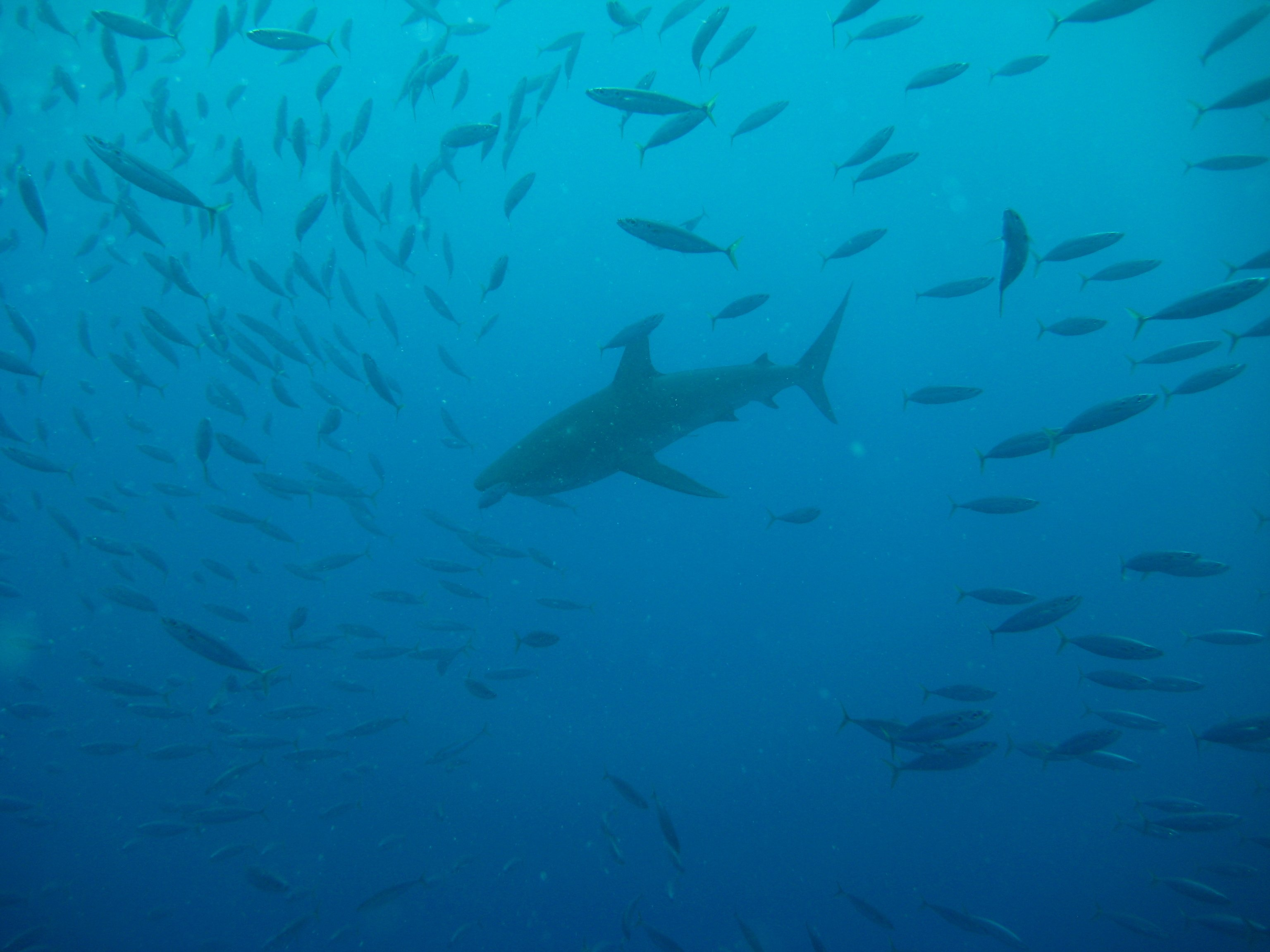
ハワイ、オアフ島の北にて、サメから逃げるクサヤモロの群れ。

クサヤモロはほぼ全世界の海に生息している。西大西洋においてはカナダのノバスコシア沖やバミューダ諸島、南はリオデジャネイロ沖まで生息域を伸ばすが、メキシコ湾ではあまりみられない。東大西洋ではセントヘレナ島、アセンション島、カーボベルデなどの近海でみられる。そのほかギニア湾や,アゾレス諸島、マデイラ諸島からも記録がある。インド洋では紅海やアデン湾、南アフリカやマスカリン諸島、セーシェル、スリランカの近海などで見つかっている。東太平洋ではアラスカ州のレビジャヒヘド島や、カリフォルニア湾、エクアドル沿岸などで発見されている。西太平洋においては台湾やフィリピン、インドネシア、日本の伊豆諸島や南西諸島、小笠原諸島などに生息する。
FAO（国際連合食糧農業機関）によれば本種の生息域は大西洋の北西部・北東部・中西部・中東部・南西部・南東部と、地中海、黒海、インド洋の東部・西部、太平洋の北西部・中西部・中東部・南西部である。
クサヤモロは普通亜熱帯域に生息し、最も深くて水深400mでみられる。澄んだ水を好み、しばしば島嶼の周辺でみられる。本種は表層で発見されることが多いが、漁獲されるのは大抵水深40mから200mほどからである。

## 生態
クサヤモロは肉食魚で動物プランクトンや甲殻類、イカ、小魚などを捕食する。体長20cmから30cmほどの小型個体は群れを作って生活する。産卵期は夏期と推定されているが、詳細は未だ不明である。

## 人間との関係
クサヤモロは漁業においても、釣りにおいても重要な種である。本種は食用となるが、シガテラ毒を持つことがあることも知られている。釣りの主対象となることもあるが、主にロウニンアジなどの大型魚類を釣る際の餌として狙われ、そのために用いられることが多い。
日本の伊豆諸島では、小型個体を中心に定置網や棒受け網などによって漁獲され、特産品のくさやに加工される。本種をはじめとしたムロアジ類はマアジ類より脂肪が少ない理想的なくさやの原料であるが、特に本種はアジ類中最も美味であるとされる。くさや干物の他、刺身や塩焼きにも向く。